# Немања Убовић
Немања Убовић (Београд, 24. фебруар 1991) српски је ватерполиста. Игра на позицији центра. Освајач је ватерполо Евролиге 2015. године са Барселонетом, а у лето 2021. прешао је у мађарски клуб Ференцварош. На Олимпијским играма у Паризу 2024. године освојио је златну медаљу.

## Клупска каријера
Ватерполом је почео да се бави у Београду, где је прошао млађе и сениорску категорију. Са 19 година напустио је родни Београд и истоимени клуб и заиграо за Војводину у којој је провео три године. Највеће успехе Убовић је постигао играјући за шпанску Барселонету. У клуб из Каталоније дошао је 2013. и у наредне две успео да освоји дупле титуле у Првенству и Купу Шпаније, али и у најелитнијем европском такмичењу за ватерполо клубове. У финалу Купа Шпаније 2015, Убовић је суделовао са два гола. У финалној серији за освајање Барселонетине 10. титуле за редом у шпанском Првенству, Немања је постигао један гол. Исте године, Барселонета је дошла и до наслова првака Европе. У финалу су били бољи од Радничког из Крагујевца,а својим голом Убовић је донео вођство крајем треће четвртине.
Из Шпаније се преселио у Италију где је две године бранио боје Бреше заједно са Савом Ранђеловићем, а затим се преселио у Мађарску. За ОШЦ из Будимпеште је играо три године, али на пролеће 2020, клуб је остао без главног спонзора па је Убовић морао да нађе нову средину. Након разговора, договор је постигнут са шпанским Сабадељом.
После једне сезоне проведене у Сабадељу, вратио се у Мађарску и заиграо за Ференцварош,  с којим је 2022. и 2023. освојио два Првенства и два Купа Мађарске. Од лета 2023, члан је грчког Вуљагменија.

## Репрезентативна каријера
За национални тим Србије дебитовао је са непуних 20 година. У утакмици Светске лиге 22. фебруара 2011. године коју је Србија играла у Скопљу против домаће репрезентације, селектор Дејан Удовичић дао је прилику и Убовићу.
Освојио је велики број медаља са јуниорском репрезентацијом.
Наступио је на омладинском Европском првенству 2011. године у Шибенику где је проглашен за најбољег центра такмичења.
На Универзитетским играма 2011. у Шенџену са репрезентацијом Србије освојио је злато.
Са сениорским националним тимом Србије два пута је освајао је злато у Светској лиги. Први пут уСветској лиги 2013. која се играла у Чељабинску, а онда и 2016. године у Хејџоу. Убовић има и злато из Светског купа одиграног у Алматију 2014.
2017. године био је члан репрезентације Србије која је у Будимпешти, на Светском првенству освојила бронзану медаљу. Годину дана касније Убовић је био део тима који је тријумфовао на Медитеранским играма у Тарагони.
За репрезентацију Србије је до 2. фебруара 2024. одиграо 103 утакмице и постигао 94 гола.

## Клупски трофеји
- ЛЕН Лига шампиона -  Шампион са Барселонетом 2013/14.
- Супер куп Европе - Шампион са Барселонетом 2014.
- Првенство Шпаније – Шампион са Барселонетом 2013/2014 и 2014/15
- Куп Шпаније – Шампион са Барселонетом 2013/2014 и 2014/15
- Супер куп Шпаније– Шампион са Барселонетом 2013. и 2014.